# Bradley Barcola
Bradley Barcola (Lyon, 2 september 2002) is een Frans voetballer die doorgaans als aanvaller speelt. Hij verruilde Olympique Lyon in augustus 2023 voor Paris Saint-Germain. Barcola debuteerde in 2024 in het Frans voetbalelftal.

## Clubcarrière
Barcola speelde in de jeugd van AS Buers Villeurbanne tot hij in 2010 werd opgenomen in de jeugdopleiding van Olympique Lyon. Hier sloot hij in 2021/22 aan bij de selectie van het tweede elftal. Coach Peter Bosz liet hem in de tweede seizoenshelft ook regelmatig invallen in het eerste. Hij kreeg in de slotfase van het seizoen basisplaatsen tegen Olympique Marseille en Clermont Foot. Barcola werd bij aanvang van 2022/23 een volwaardig selectielid bij Lyon. Hij kwam dat seizoen 26 speelronden in actie waarvan 15 vanaf de aftrap. Hij maakte op 4 februari 2023 zijn eerste doelpunt in de Ligue 1, tegen Troyes. Hij scoorde later dat seizoen nog vier keer, waaronder het enige doelpunt van de wedstrijd uit bij Paris Saint-Germain.
Barcola tekende op 31 augustus 2023 een contract voor vijf jaar bij Paris Saint-Germain. Dat betaalde 45 miljoen euro voor hem aan Olympique Lyon. Hier kwam hij in zijn eerste seizoen 25 competitieronden in actie, waarvan 18 vanaf de aftrap. Hij debuteerde dat jaar ook in de Champions League. Hierin maakte hij op 14 februari 2024 zijn eerste doelpunt in Europees verband, thuis tegen Real Sociedad.

## Interlandcarrière
Barcola speelde één wedstrijd voor Frankrijk –20 en schoof toen door naar Frankrijk –21. Daarmee nam hij in 2023 deel aan het EK –21 van 2023. Barcola is een jongere broer van Togolees international Malcolm Barcola. Hij debuteerde op 5 juni 2024 zelf in het Frans voetbalelftal, tijdens een oefenwedstrijd tegen Luxemburg. Barcola werd op 16 mei 2024 door Didier Deschamps opgenomen in de Franse selectie voor het EK 2024 in Duitsland. Hij kwam tijdens het toernooi drie wedstrijden in actie. Barcola maakte op 6 september 2024 zijn eerste interlanddoelpunt, de 1–0 in een met 1–3 verloren wedstrijd in de UEFA Nations League thuis tegen Italië.

## Erelijst
| Ligue 1               | 1x | 2023/24 |
| Trophée des Champions | 1x | 2023    |

1 Donnarumma ·
2 Hakimi ·
3 Kimpembe ·
5 Marquinhos  ·
7 Kvaratschelia ·
8 Ruiz ·
9 Ramos ·
10 Dembélé ·
14 Doué ·
17 Vitinha ·
19 Lee ·
21 Hernández ·
23 Kolo Muani ·
23 Kolo Muani ·
24 Mayulu ·
25 Mendes ·
29 Barcola ·
33 Zaïre-Emery ·
35 Beraldo ·
39 Safonov ·
42 Zague ·
45 El Hannach ·
49 Mbaye ·
51 Pacho ·
80 Tenas ·
87 Neves ·
Coach: Luis Enrique
1 Samba ·
2 Pavard ·
3 Mendy ·
4 Upamecano ·
5 Koundé ·
6 Camavinga ·
7 Griezmann ·
8 Tchouaméni ·
9 Giroud ·
10 Mbappé  ·
11 Dembélé ·
12 Kolo Muani ·
13 Kanté ·
14 Rabiot ·
15 Thuram ·
16 Maignan ·
17 Saliba ·
18 Zaïre-Emery ·
19 Fofana ·
20 Coman ·
21 Clauss ·
22 Hernández ·
23 Aréola ·
24 Konaté ·
25 Barcola ·
Coach: Deschamps